# Kocherlball

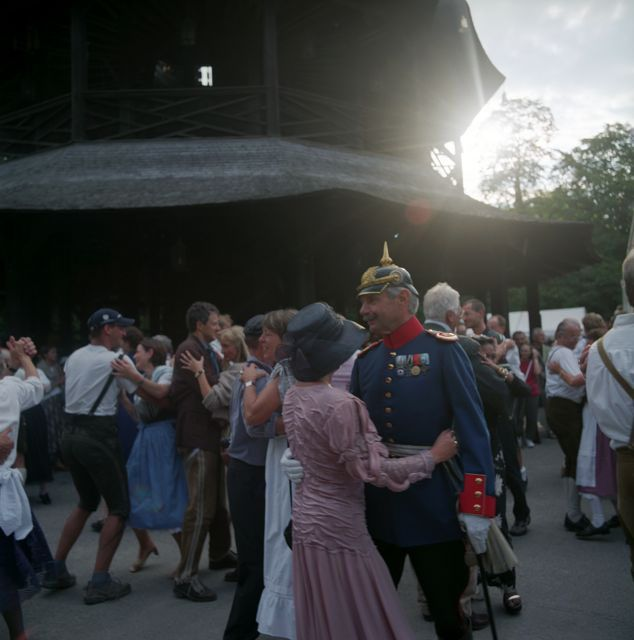
Kocherlball (Juli 2001)

Der Kocherlball ist eine an alte Traditionen anknüpfende Volkstanzveranstaltung, die einmal jährlich im Juli von 6 bis 10 Uhr morgens am Chinesischen Turm im Englischen Garten in München stattfindet.

## Geschichte
Im 19. Jahrhundert (um 1880) trafen sich an jedem Sonntagmorgen (5 bis 8 Uhr) im Sommer in aller Frühe bei schönem Wetter bis zu 8000 Münchner Hausangestellte (Dienstmädchen, Hausdiener, Soldaten, Köche) zum Tanzen am Chinesischen Turm. Sie konnten sich nur ganz früh am Morgen treffen, da sie danach wieder arbeiten mussten. Im Jahre 1904 wurde die Veranstaltung aus „Mangel an Sittlichkeit“ von der Obrigkeit verboten.
Das Wort „Kocherl“ stammt auch aus dieser Zeit. Dienstmägde, Diener, Haushälterinnen und vor allem das Küchenpersonal, die Köchin, wurden so genannt.

## Heute
Im Rahmen der Feierlichkeiten zum zweihundertjährigen Bestehen des Englischen Gartens wurde 1989 erstmals wieder ein Kocherlball durchgeführt. Seitdem findet die Veranstaltung einmal jährlich an einem Sonntag im Juli statt. Die Pächter von Restaurant und Biergarten am Chinesischen Turm sowie das städtische Kulturreferat laden jeweils zwei jährlich wechselnde Tanzkapellen ein, die, einander ablösend, von 6 bis 10 Uhr musizieren. Getanzt werden u. a. Walzer, Polka, Zwiefacher und Münchner Française. Inzwischen hat sich hierfür ein Tanzkurs etabliert, der donnerstags vor der Veranstaltung im Hofbräuhaus stattfindet, um den Gästen einige Grundschritte nahezubringen. Viele Teilnehmer kommen in Tracht (Dirndl, Lederhose), manche auch in alten Dienstbotenuniformen oder bürgerlicher Kleidung des 19. Jahrhunderts.
War der Kocherlball in den Anfangsjahren noch ein Geheimtipp unter Volkstanzbegeisterten, entwickelte er sich im zweiten Jahrzehnt seiner modernen Ausgabe zu einem Event, das bei gutem Wetter bis zu 15.000 Besucher anlockt. Viele davon kommen schon um vier Uhr morgens, um sich einen der begehrten Biergartentische zu sichern, andere bringen Decken mit und picknicken in den angrenzenden Freiflächen. Die Tische im Restaurantbereich und einige im Biergartenbereich sind reservierbar, hier wird dann auch bedient.
Die Bühne steht vor dem Chinesischen Turm, die Tanzfläche erstreckt sich rundherum bis zwischen die Biertische hinein. Da es sich um einen Ball handelt, gibt es keine Tribünen, um das Geschehen zu beobachten.
Aufgrund der COVID-19-Pandemie wurde der Kocherlball erstmals seit seiner Wiedereinführung 1989 im Jahr 2020 abgesagt, findet mittlerweile aber wieder statt.